# Amata dichotoma
Amata dichotoma är en fjärilsart som beskrevs av John Henry Leech 1898. Amata dichotoma ingår i släktet Amata och familjen björnspinnare. Inga underarter finns listade i Catalogue of Life.